# Ala-Kotvakko
Ala-Kotvakko eller Ala Kotvakkojärvi är en sjö i Finland. Den ligger i kommunen Vieremä i landskapet Norra Savolax, i den centrala delen av landet, 400 km norr om huvudstaden Helsingfors. Ala-Kotvakko ligger 172 meter över havet. Den är 0,9 meter djup. Arean är 42,7 hektar och strandlinjen är 3,19 kilometer lång. Sjön  ingår i Vuoksens huvudavrinningsområde.   I omgivningarna runt Ala-Kotvakko växer i huvudsak blandskog.